# South Ooglit Island
South Ooglit Island är en ö i Kanada.   Den ligger i territoriet Nunavut, i den nordöstra delen av landet, 2 600 km norr om huvudstaden Ottawa. Arean är 3,8 kvadratkilometer.
Terrängen på South Ooglit Island är mycket platt. Öns högsta punkt är 11 meter över havet. Den sträcker sig 3,5 kilometer i nord-sydlig riktning, och 2,3 kilometer i öst-västlig riktning.